# Ахтна
Ахтне или Атне су атабаскански народ, домороци су Аљаске, а њихов језик припада јужноаљаској подгрупи атабасканских језика. Своју земљу, која се налази у области Бакарне реке на јужној Аљасци, зову Атна Нен. Име Ахтна потиче од локалног имена Бакарне реке. Укупан број припадника народа Ахтна се процењује на око 500.
Суседи Ахтна су народи који говоре А) сродним на-дене језицима: 1) атабасканским: а) Денаине (западно), б) Којукони (северозападно), в) Танане (племена Доњи Танана (северно), Танакрос (северно) и Горњи Танана (североисточно)), г) Јужни Тучони (југоисточно, у Канади); 2) Тлингити (југоисточно) и 3) Ејаци (јужно); као и Б) Сугпијати, који говори несродним језиком из јупичке гране ескимских језика (чугачки дијалекат сугпијачког језика) (јужно).

## Име
Име Ахтна се преводи као „ледени људи”. Ахтне су помињани и као Копер Индијанци због тога што се њихова домовина, налази у сливу Бакарне реке и њених притока у југоисточној Аљасци. Име Бакарне реке на ахтна језику је Атна ту (ту значи вода). Према томе Атна означава људе који живе око реке Атне (тј. Бакарне реке). Такође су помињани и по имену Јелоунајф, због њихових ножева боје бакра. Поред њих још један народ који је живео око реке Јелоунајф је помињан под тим (Јелоунајф) именом.

## Језик
Ахтне говоре атабасканским језиком и насељавају субарктичко културно подручје, због чега су класификовани као и Атабаскански Индијанци и Субарктички Индијанци. Ахтна језик има неколико дијалеката. Доњи ахтна се говори око ушћа Бакарне реке, која се улива у Аљаски залив, средњи ахтна се говори узводно око средњег тока Бакарне реке, и горњи ахтна се говори око горњег тока реке. Ахтна језику је најсроднији његов западни сусед танаина језик. Сматра се да око 80 Ахтна још увек говори својим матерњим језиком. Универзитетски лингвиста Џејмс Кари је 1990. години објавио речник ахтна језика, у циљу очувања језика. Неколико година касније, Ахтне су сами објавили речник именица ахтна језика (The Ahtna Noun Dictionary of Pronunciation Guide: Ahtna Heritage Foundation/Ahtna, Inc., 1998, 2011 Revised).

## Историја

### Порекло и рана историја
Пре око 2000. година Ахтне су населиле подручје планина Врангел и долине Читина.

### Контакт са Европљанима
До првог контакта са Европљанима је дошло 1781. када су Руси дошли до ушћа Бакарне реке. Руси су те године покушали да крену узводно, међутим напади Ахтна су их у томе спречили. Руси су изградили 1819. године трговинску постају на ушћу Бакарне реке и реке Читина, која је била уништена.

### 19. и 20. век
САД су од Русије купиле Аљаску 1867. године. Америчка војна експедиција је под вођством Хенрија Турмана Алена 1885. г. истражила Бакарну реку и околину.

### Данас
Ахтне су 1971. године основале Ахтна Инкорпорејетед, профитну организацију која надгледа земљу, која је добијена на основу америчког закона о поравнању са Аљасканским домороцима. На основу закона добијено је 289.042 хектара (714.240 јутара) на којима се налази осам села.